# Jérémy Mathieu
Jérémy Mathieu (Luxeuil-les-Bains, 29 de outubro de 1983) é um ex-futebolista francês que atuava como zagueiro ou lateral-esquerdo.

## Carreira

### Início
Iniciou sua carreira no Sochaux, permanecendo até 2005 quando transferiu-se para o Toulouse.

### Valencia
Em 2009 foi contratado pelo Valencia, onde permaneceu até 2014.

### Barcelona
Em 23 de julho de 2014 transferiu-se ao Barcelona por quatro temporadas, a um custo de vinte milhões de euros. O jogador foi criticado após uma foto dele fumando um cigarro com um amigo ter sido tirada em agosto de 2014.

### Sporting
No dia 7 de julho de 2017, foi anunciado como reforço do Sporting, assinando por duas temporadas e tendo uma cláusula de rescisão fixada nos 60 milhões de euros.

### Aposentadoria
No dia 24 de junho de 2020, após sofrer uma grave lesão no joelho, Mathieu anunciou a sua aposentadoria.

## Seleção Francesa
Estreou pela Seleção Francesa principal no dia 11 de novembro de 2011, contra os Estados Unidos. Foi convocado para a disputa da Euro 2016, porém foi cortado antes da competição devido a uma lesão na panturrilha direita. Foi substituído por Samuel Umtiti.
Anunciou sua aposentadoria da Seleção no dia 30 de setembro de 2016, conforme comunicado da Federação Francesa de Futebol.

## Títulos
Sochaux
- Copa da Liga Francesa: 2003–04

Barcelona
- La Liga: 2014–15, 2015–16
- Copa do Rei: 2014–15, 2015–16, 2016–17
- Supercopa da Espanha: 2016
- Liga dos Campeões da UEFA: 2014–15
- Supercopa da UEFA: 2015
- Mundial de Clubes da FIFA: 2015[10]

Sporting
- Taça da Liga: 2017–18, 2018–19
- Taça de Portugal: 2018–19